# ジャガー・XJ13
XJ13は、イギリスのジャガーがル・マン24時間レースに参戦する目的で1967年に開発したプロトタイプレーシングカーである。
ジャガー初のミッドシップ式のV型12気筒エンジンを搭載したレーシングカーであり、1台だけが製作されたが、実際にレースに参戦することはなかった。

## 開発

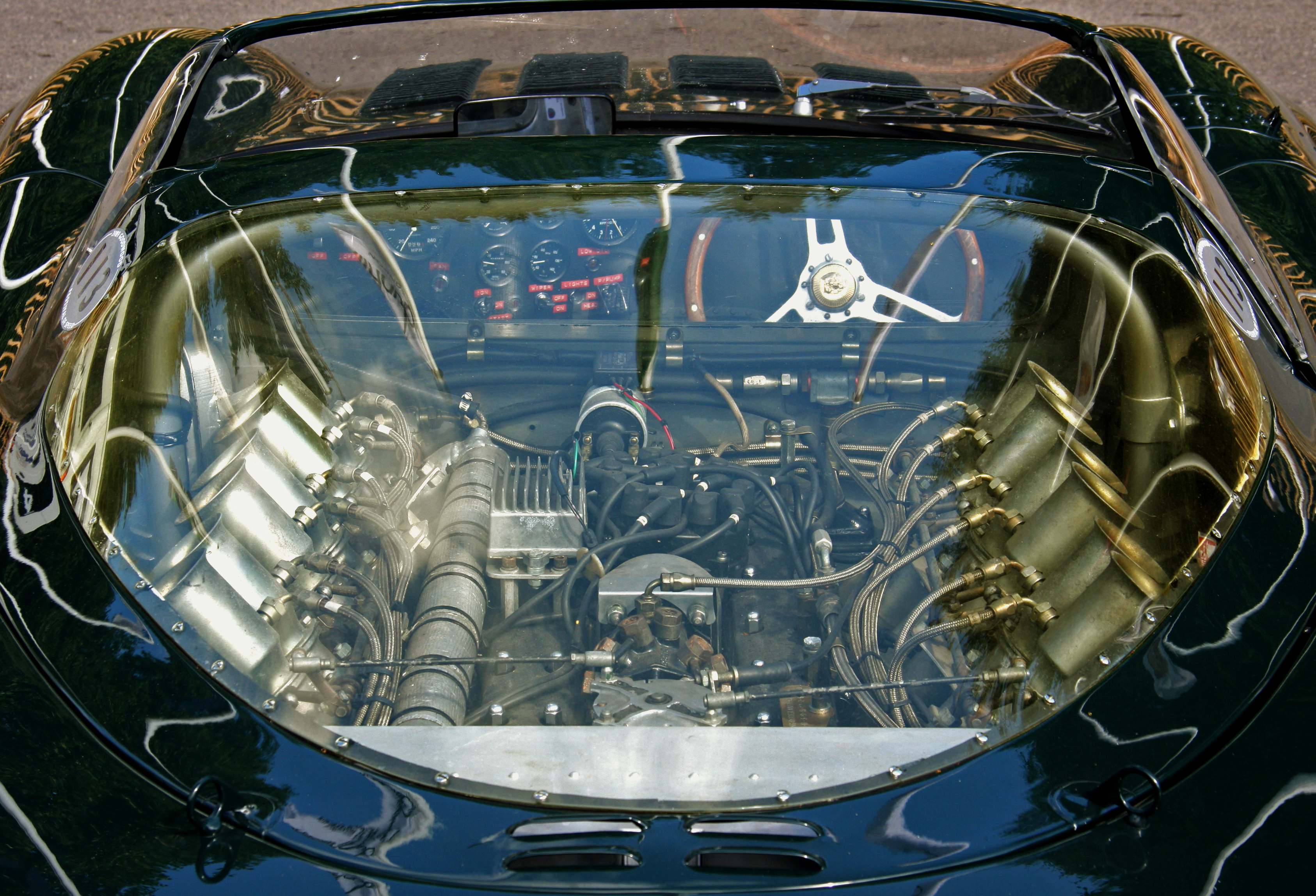
V12エンジン

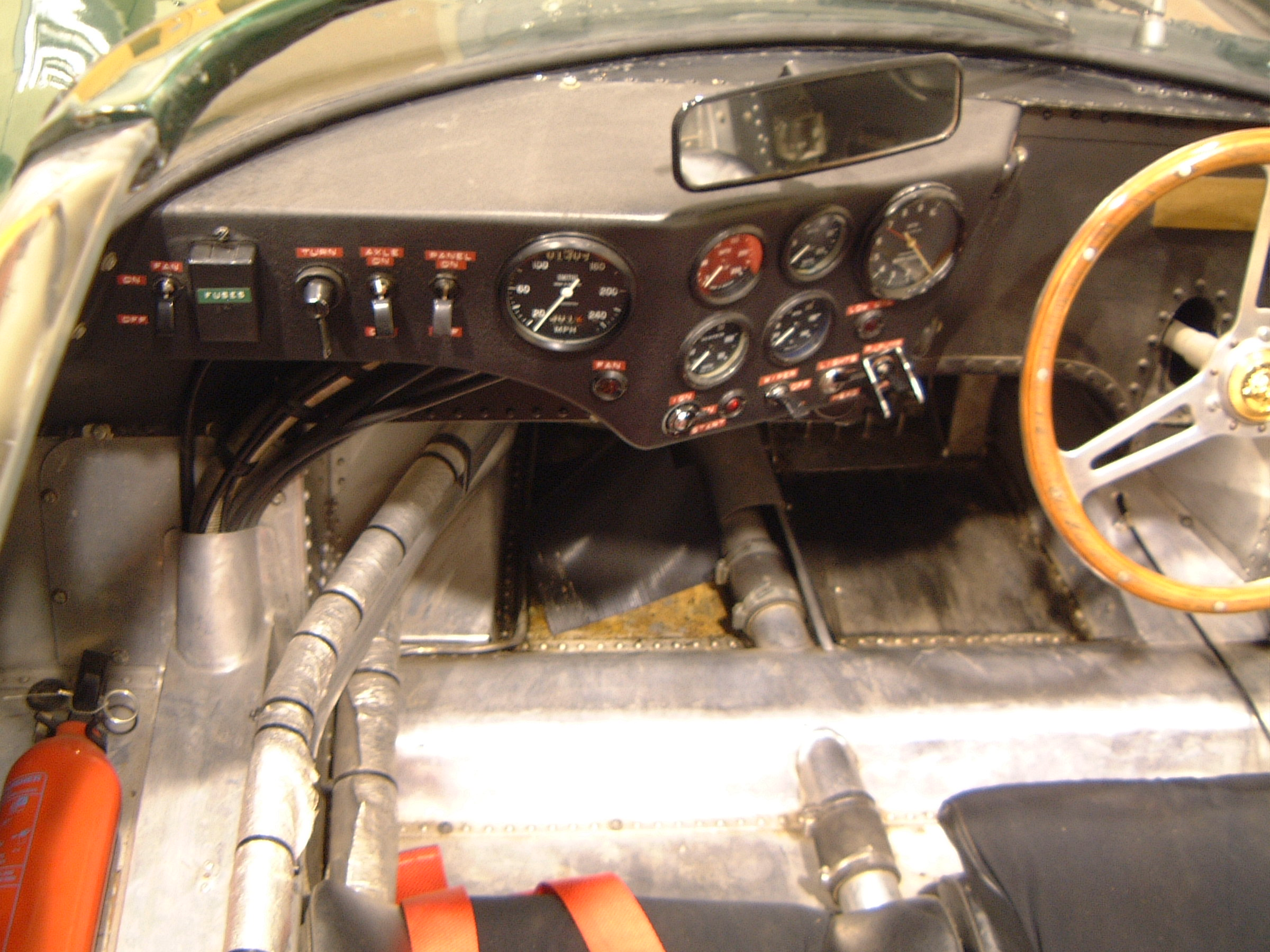
コックピット

ジャガーでは1960年からDタイプに代わるミッドシップのプロトタイプレーシングカーの開発が議論されていた。しかし経営難により、設計が終了しても1年あまり開発に着手されずにいた。実際に開発が始まったのは1965年のことで、1966年3月に試作車が完成した。
アルミニウム製のボディを開発したのは、Cタイプ・Dタイプ・EタイプとXJSの開発にも携わったマルコム・セイヤー（Malcolm Sayer ）とマイク・キンバリーで、Eタイプなどのデザインと近似性がある。テールライトはEタイプシリーズ1からの流用である。
エンジンは新開発の5.0 L V型12気筒DOHCがミッドシップレイアウトで搭載された。ジャガーは1955年頃から、レース用のV型12気筒エンジンとそれのロードゴーイングバージョンの開発を考えており、1964年に開発されたこのエンジンは直列6気筒のXKエンジン2基を共通のクランクシャフトでつなぎ合わせ、バルブの角度や吸気ポートなどいくつかのパーツを専用に設計したものだった。最高出力は502hpで、当時活躍していた同クラスのフォード・マークIVやフェラーリ・330P4と互角に渡り合える能力を秘めているものと目された。

## 計画の終焉
ジャガーはXJ13で1967年にル・マンへの復帰を決定し、密かにテスト走行も行われていた。しかし、時を同じくして生じたブリティッシュ・モーター・コーポレーション (BMC) との合併騒動により、ジャガーはモータースポーツ活動そのものの停止を余儀なくされ、XJ13でのル・マン復帰計画も参戦を目前に控えた1967年初頭に中止となってしまった。さらに当時、直列6気筒エンジンを搭載したEタイプの販売が極めて好調であったことから、当時のジャガー代表であったウィリアム・ライオンズはV型12気筒エンジンの存在が外部に漏れることを恐れ、XJ13のサーキット走行を禁止してしまった。
それでもXJ13の開発継続を望む当時の車両実験部チーフであったビル・ヘインズは、ライオンズに何度も走行実験の実施を進言したものの拒否され続けていた。そして1967年のある日、ヘインズは当時の部下でチーフテストドライバーだったノーマン・デヴィスとともに、XJ13のテスト走行をMIRAテストセンターの高速周回路で許可なく行った。この時、XJ13は最高速度175 mphを記録し、さらにこのコースのラップレコードまで打ち立てるという予想外の好成績を記録した。
ヘインズが無許可でXJ13のテストを行っていたことはほどなくして関係者の間で噂になり、数日後ライオンズはヘインズとデヴィスを呼び出して叱責したが、2人の説得によって最終的に「作業は休日のみ」という条件付きでXJ13の開発続行が認められた。
しかしそれでもXJ13の開発のためには時間と資金が足りず、さらにXJ13のシャシに問題があることが発覚してまたも開発は頓挫する。それに追い打ちをかけるかのように、1967年夏に国際自動車連盟 (FIA) は翌1968年度からグループ6プロトタイプレーシングカーの最大排気量を3.0 Lに制限するレギュレーション変更を発表した。これによってXJ13はグループ6規定でレースに参戦することが不可能となった。
こうしてXJ13は完全にレースでの活躍の場を失い、開発中止を申し渡された。

## 開発中止後の変遷
その後の1971年、翌1972年からEタイプにV型12気筒エンジンが搭載されることが決定した。このエンジンはXJ13用に開発されたエンジンを公道用にデチューンし、DOHCからSOHCに仕様変更したものであった。そこでジャガー首脳陣は、倉庫に保管されていたXJ13を販売促進用のプロモーションに利用することを思いついた。
1972年1月20日、XJ13はプロモーションビデオ撮影のためにMIRAのサーキットを再び走行することとなり、ドライバーにはデヴィスが抜擢された。しかし、長期間メンテナンスもされずに倉庫に置かれていたXJ13は、140 mph（225 km/h）でバンクを走行中にリアホイールが疲労限界に達して破損し、それによってコントロールを失いクラッシュした。幸いデヴィスは無事で、翌日普通に出社したほどだったが、クラッシュしたXJ13は大破してしまった。
XJ13のクラッシュを目の当たりにした関係者は、苦労して開発したXJ13をそのまま処分する気になれず、修復を決意した。シャーシはオリジナルの図面と治具をもとに正確に修復され、ボディも残存していた木型を使って新たに作られた。型が廃棄されて修復不可能になったマグネシウム製ホイールは、似たような形状のものを見つけて加工して取り付けた。そして2年後の1974年、XJ13はほとんど完全な形で修復された。
修復されたXJ13は現在、コヴェントリーのジャガー本社工場内にある資料館「ジャガー・ダイムラー・ヘリテイジ・トラスト」(JAGUAR DAIMLER HERITAGE TRUST) に保管されている。レースでの活躍は叶わなかったが、流麗なデザインとその悲劇的な開発経緯から人気は高く、現在でも各地のイベントでその姿を見ることができる。